# 4845 Tsubetsu
4845 Tsubetsu este un asteroid din centura principală, descoperit pe 5 martie 1991 de Kin Endate și Kazuo Watanabe.